# Johan Christian Janzon

Målning av Hugo Birger (1886), med en skålande "Spada" i centrum vid bortre bordet.

Johan Christian (Kristian) Janzon, född 9 juli 1853 i Stockholm, död 13 oktober 1910 i Paris, var en svensk författare, journalist, tidningsman och konstskriftställare. Han var verksam under pseudonymen "Spada".

## Biografi
Johan Christian Janzon var son till grosshandlaren Johan Janzon och Inga Christina Olander. Efter mogenhetsexamen 1871 vid Nya Elementar i Stockholm blev han kadett vid Militärhögskolan Karlberg, men avbröt studierna där 1872 för studier vid Uppsala universitet. Han var sedan 1874 Stockholms Dagblads utrikeskorrespondent i Frankrike under signaturen Spada (italienska: "värja"), och vistades huvudsakligen i Paris. Han var tidningens pariskorrespondent från 1879, krigskorrespondent i Turkiet 1876–1878, i Egypten 1882 och Grekland 1897. Åren 1894–1895 var han Publicistklubbens representant i den internationella presskommissionen.
Janzon tillhörde den svenska konstnärskretsen i Grez, och understödde flera av de svenska konstnärerna i Paris samt Opponentrörelsen. När konstnärerna saknade modeller ställde han gärna upp, och har blivit porträtterad av bland andra Ernst Josephson och Anders Zorn. Han fick ett betydande inflytande över konstnärerna, främst genom att entusiasmera dem. Med sina stora sällskapstalanger, han spelade flera instrument och var en entusiastisk kvartettsångare och festtalare, blev han även en populär festarrangör.
Han skrev böckerna Ströftåg i Orienten (1881), Ströftåg i skilda land (3 band, 1911–1913) samt Svenska pariserkonstnärer i hvardagslag, som utgavs postumt 1913 med ett förord av Carl Larsson, samt en monografi över Alfred Wahlberg 1909.

### Noter

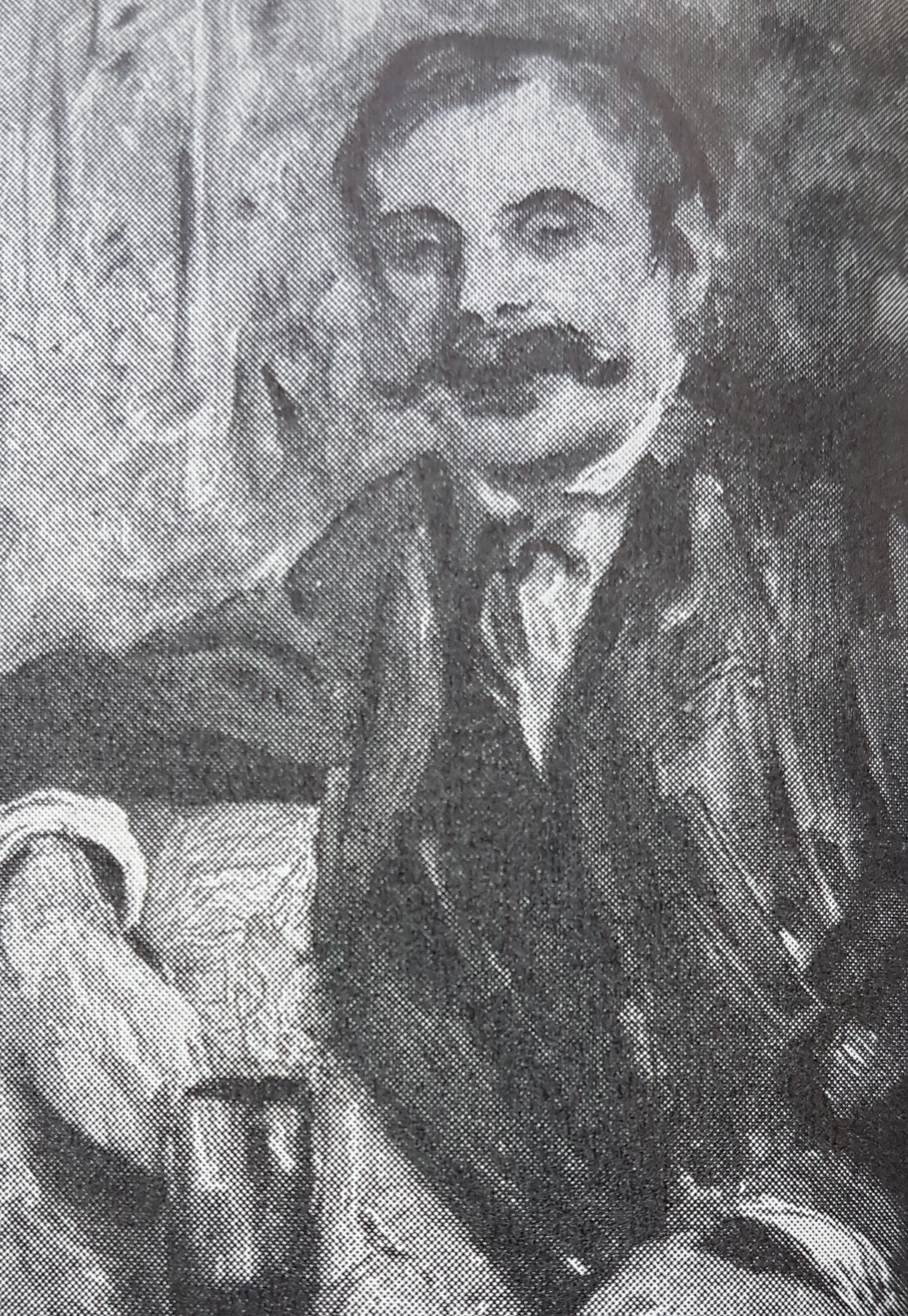
Porträtt av Ernst Josephson i Svenskt konstnärslexikon.